# Tuğrul Türkeş
Tuğrul Türkeş (prononcé [tu:'ɾuɫ tyɾ'keʃ]), né le 1er décembre 1954 à Istanbul , est un homme politique turc.
Il est le fils du fondateur du Parti d'action nationaliste Alparslan Türkeş.

## Vie politique
Après les législatives de 2007 il est élu député d'Ankara I sous l'étiquette du Parti d'action nationaliste (MHP) et est réélu à deux reprises et siège dans les 23e, 24e et 25e législature de la Grande Assemblée nationale de Turquie.
Tuğrul Türkeş, député du Parti d'action nationaliste (MHP) a accepté un portefeuille ministériel alors que la direction de son parti avait refusé d'entrer dans le gouvernement provisoire. Le conseil de discipline du MHP vote l'exclusion de Türkeş le 5 septembre 2015,,. Il rejoint ensuite le Parti de la justice et du développement (AKP).